# 难波桥

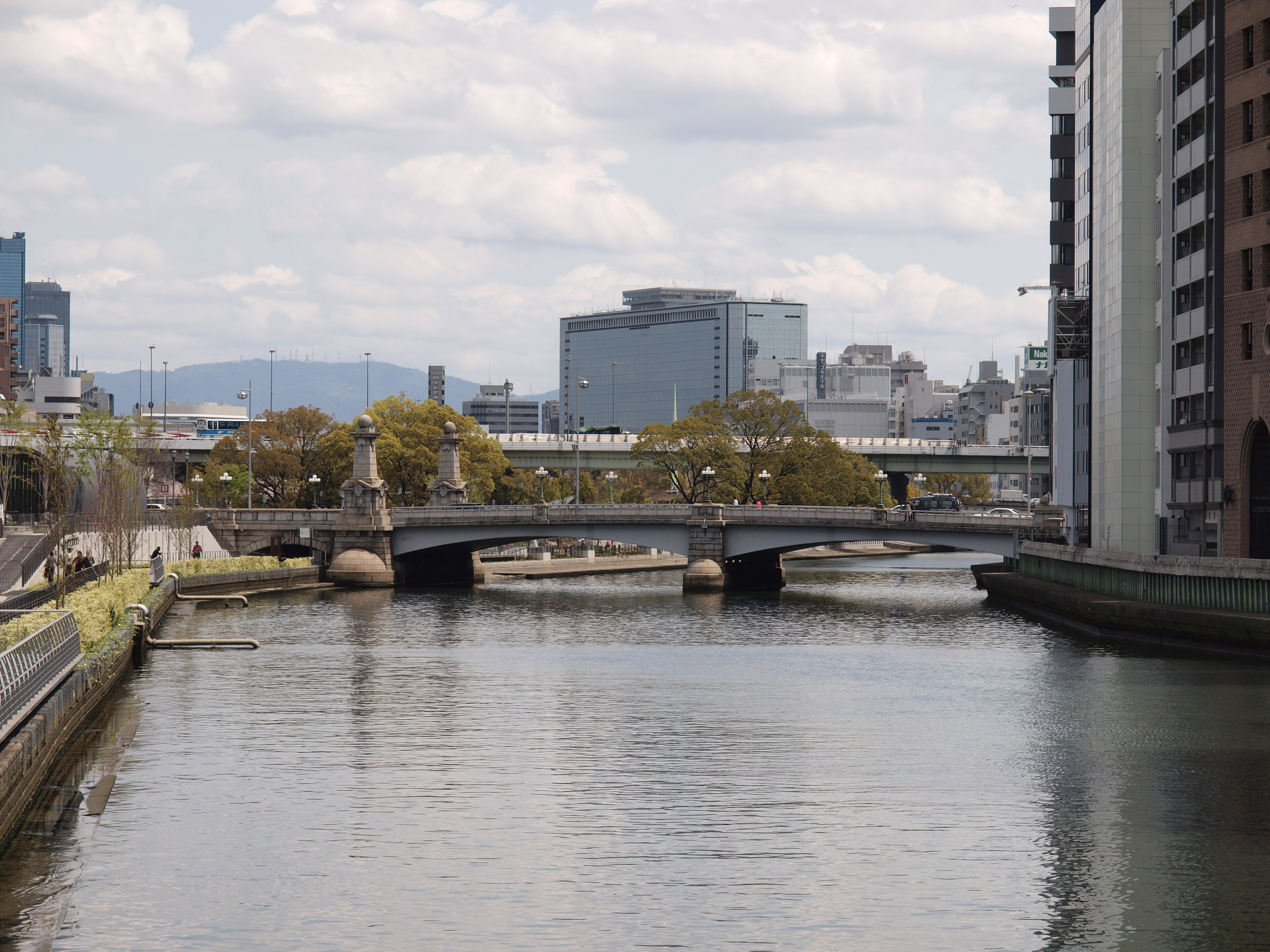
南側（土佐堀川）

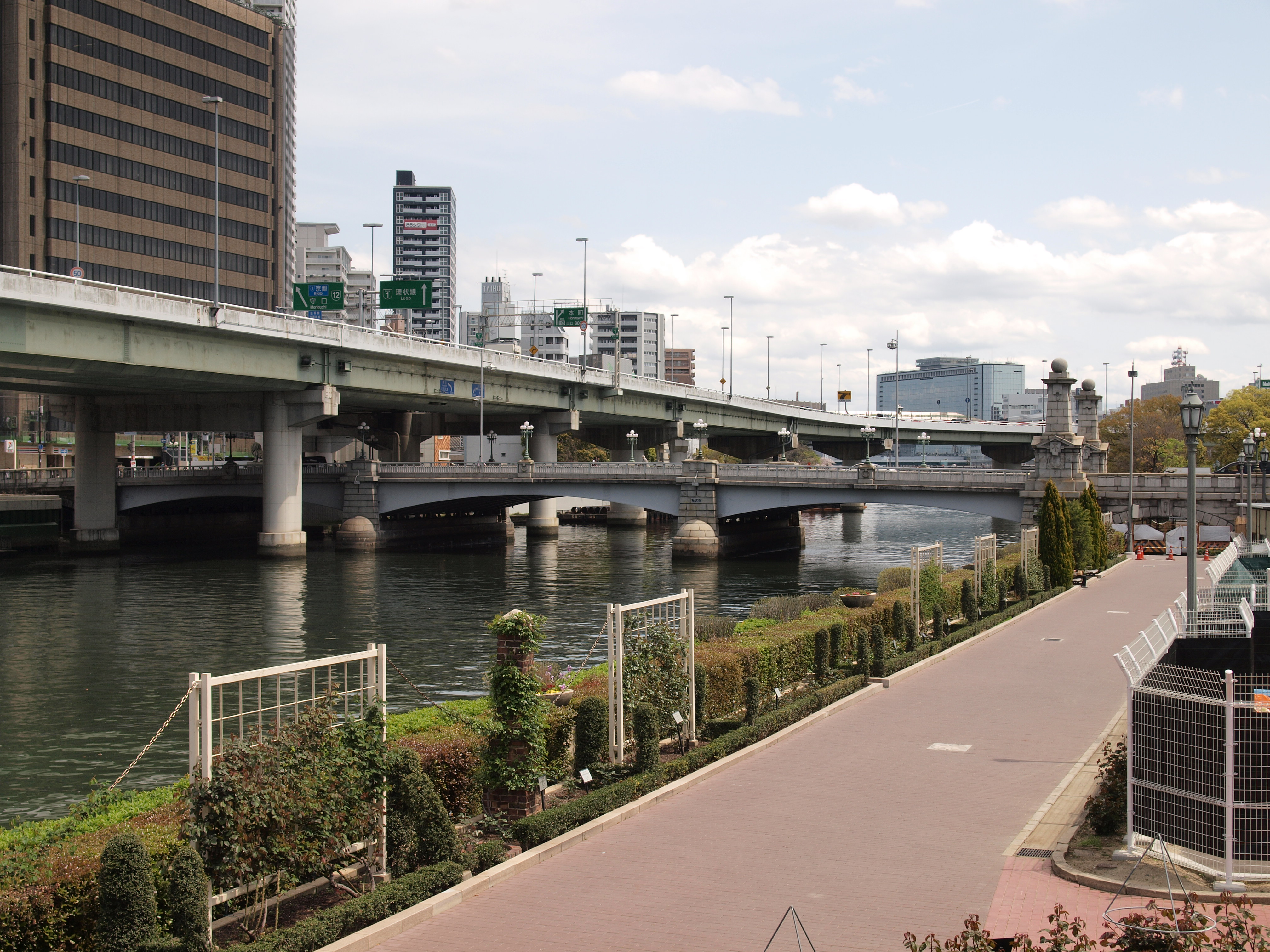
北側（堂島川）

难波桥（なにわばし）是日本大阪市旧淀川上的一座桥梁。大阪方言的发音为「ナンニャバシ」。
难波桥位于大阪市的中央区与北区之间，全长189.7米，宽21.8米。
难波桥附近最初的桥梁始建于704年。与天神橋、天滿橋合称浪華三大橋，也是其中最西面（下游）的一座。
目前的桥梁建于1915年（大正4年）。
该桥也被称为 "狮桥", 因为桥的南北两侧满是高档黑云母花岗岩的狮子雕像。

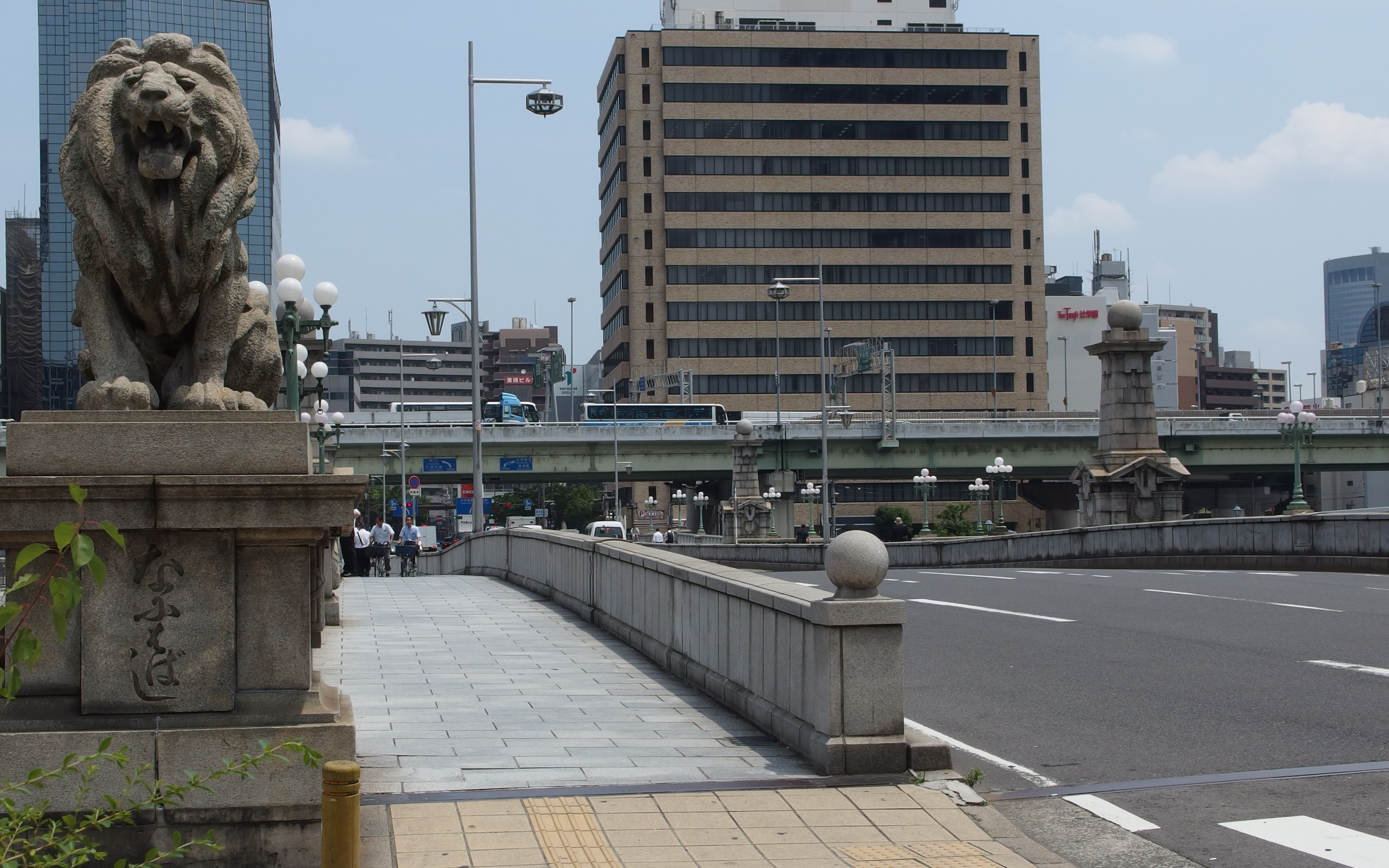
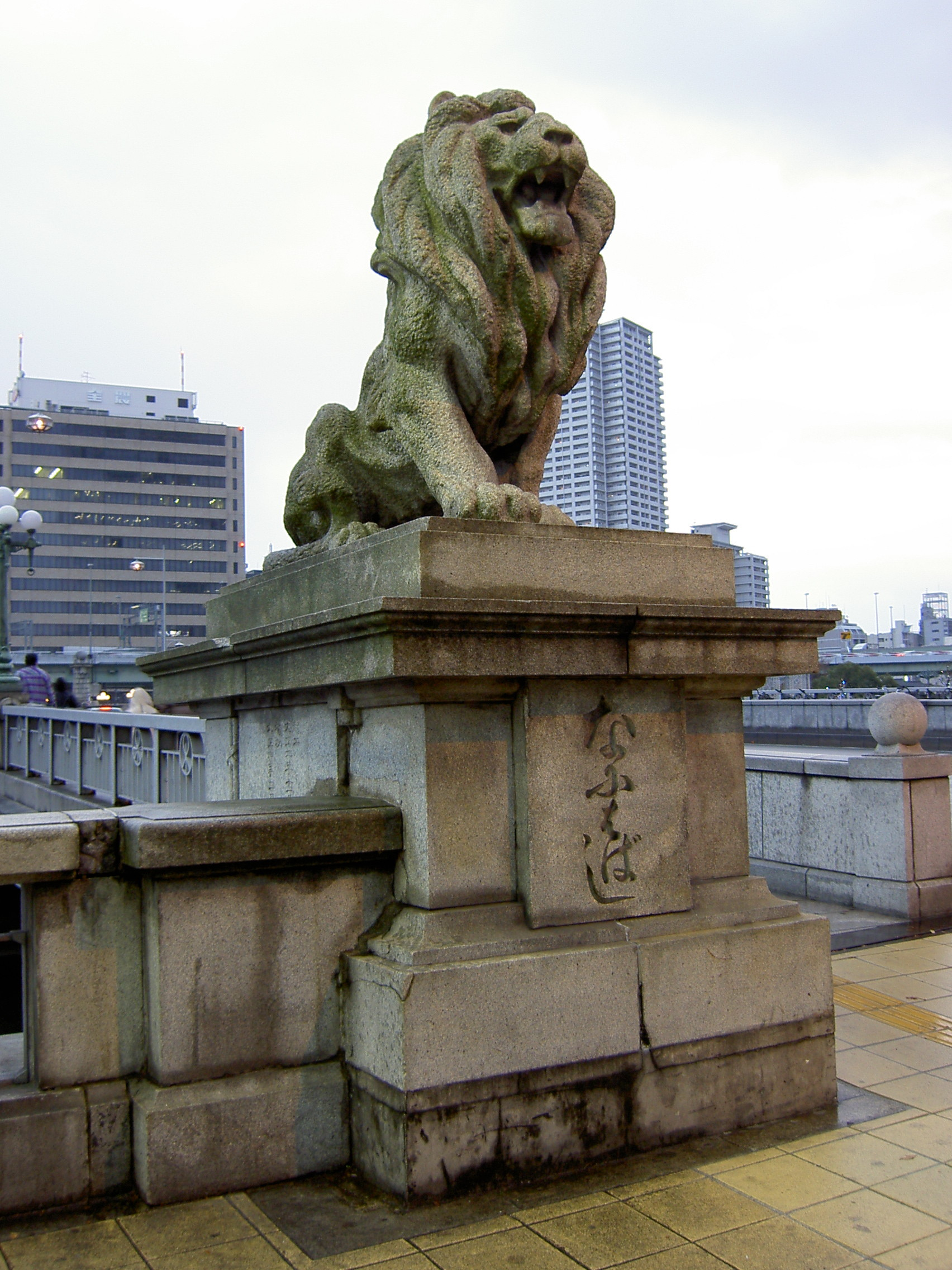
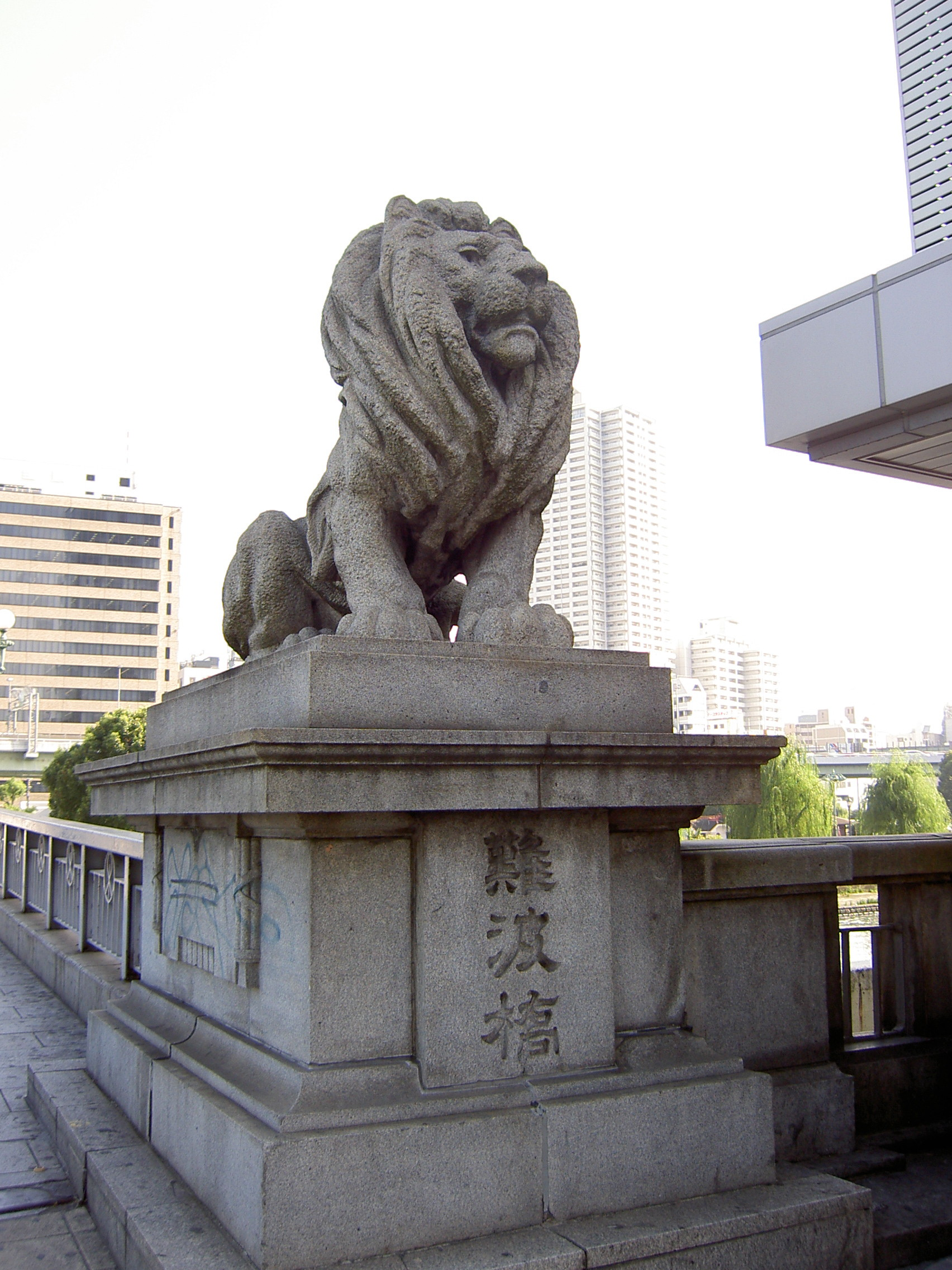
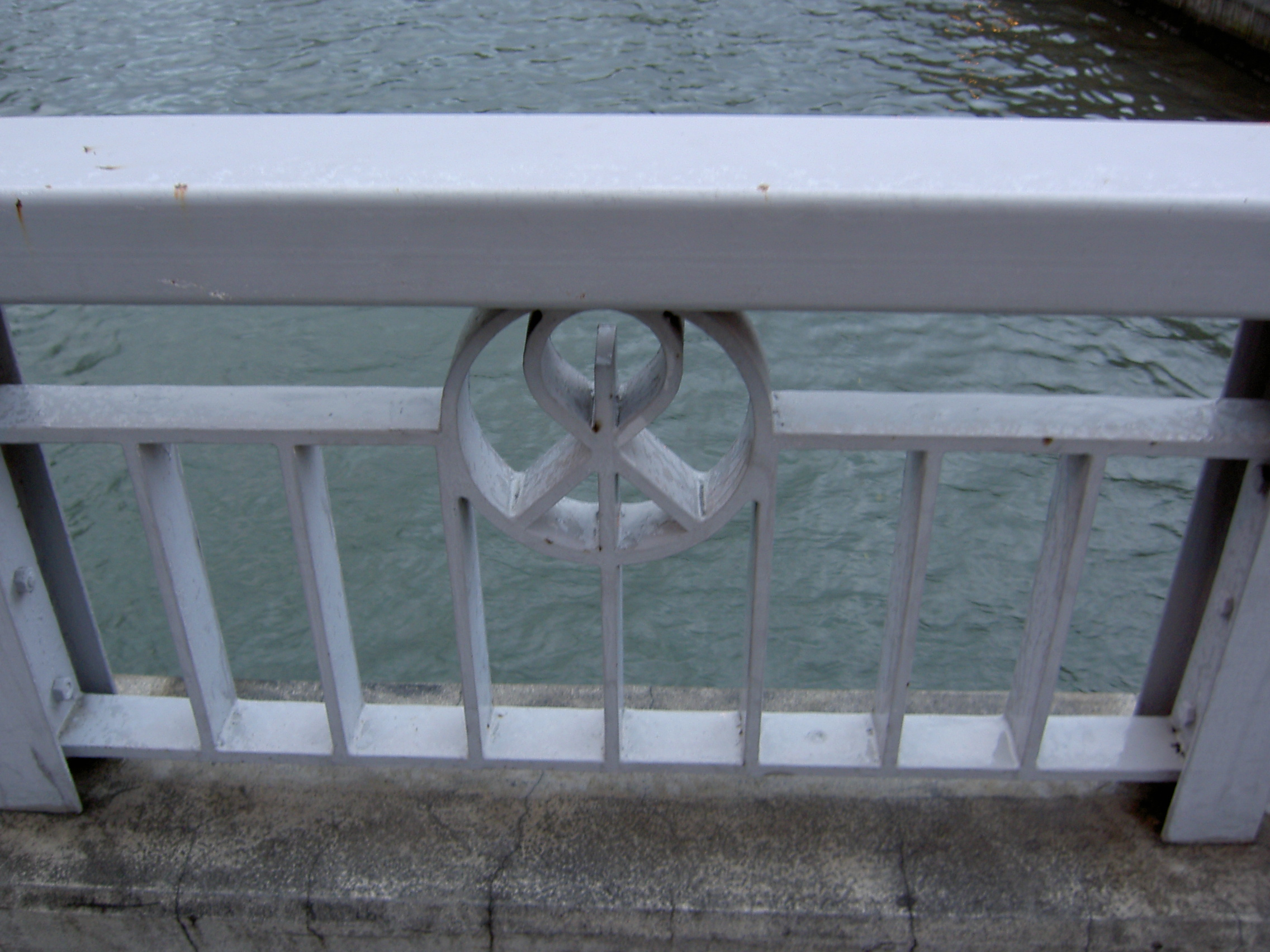

## 脚注
1. ↑  牧村 史陽「大阪ことば辞典」講談社　2004/11